# Krijgsheer

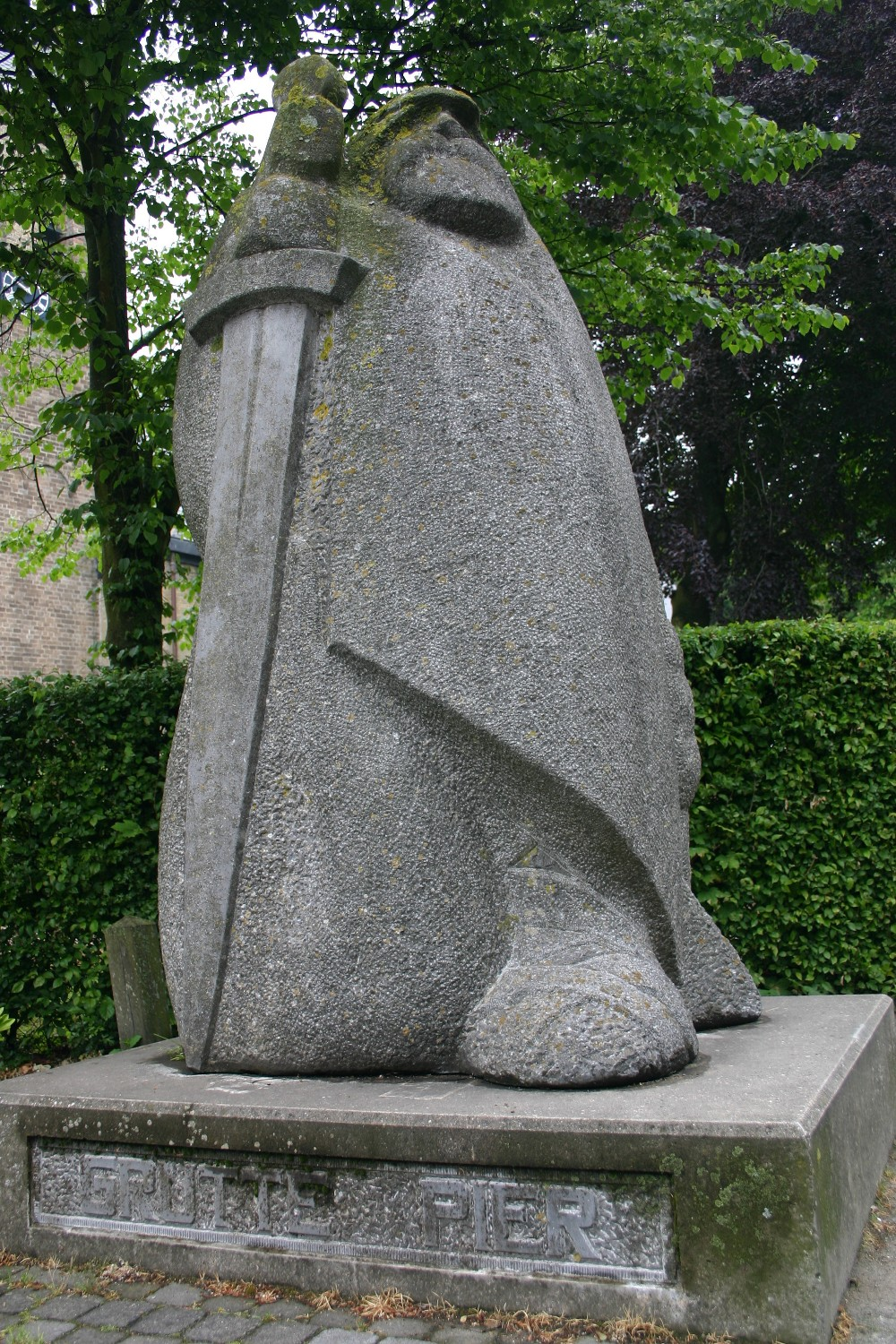
Standbeeld van de Fries Pier Gerlofs Donia, die als 'Grote Pier' mede vanwege zijn grote lengte, goede vechtkunsten en slim gebruik van guerrillatactieken een van de bekendste Europese krijgsheren van de 16e eeuw was en uitgroeide tot een legendarische volksheld

Een krijgsheer is een militair en politiek leider die controle heeft over een beperkt gebied, meestal onafhankelijk van de centrale regering. Een krijgsheer is in essentie niet veel anders dan een roverhoofdman, bendeleider, of piraat die zijn 'beroep' op grote schaal uitoefent en daarbij een bepaald territorium onder exclusieve controle heeft.
Een verouderd woord voor het gevolg van een krijgsheer is drucht. De mannen in een drucht heten druchtman. 

## Geschiedenis
Krijgsheren kunnen hun positie bereiken als het machtsmonopolie van de lokale of landelijke overheid uiteenvalt. Deze situatie komt vaak voor tijdens burgeroorlogen of na een oorlog. Een bekend voorbeeld is het uiteenvallen van het West-Romeinse Rijk in de 5e eeuw. Plaatselijke gouverneurs wierpen zich op tot onafhankelijke potentaten die zo veel mogelijk geld en goederen uit hun onderdanen persten. Ook het verval van het Karolingische Rijk ging gepaard met het opkomen van krijgsheren. Oorspronkelijk waren dit benoemde ambtenaren van de Frankische koning maar allengs werd hun functie erfelijk. Een groot deel van hun tijd waren ze ten slotte bezig met het uitbreiden van hun lokale macht en met het uitpersen van hun onderdanen. Dit was het begin van het feodalisme, waarbij deze Europese krijgsheren de grondleggers van de Europese aristocratie werden. Veel hedendaagse adellijke families en koningshuizen kunnen zo hun oorsprong terugvoeren tot een succesvolle krijgsheer uit de middeleeuwen.

## Verspreiding
Voorbeelden van landen die in de recente geschiedenis door krijgsheren zijn overheerst zijn Somalië (sinds 1991), Liberia, Sierra Leone, Afghanistan en de Democratische Republiek Congo. Bovendien kennen andere landen in de derde wereld het verschijnsel krijgsheer, hoewel ze hier meestal minder macht hebben.
In China wordt de term krijgsheer gebruikt op een manier die niet direct op stammen betrekking heeft. Deze Chinese krijgsheren, waarvan in het bijzonder in de Republiek China (1912-1949) sprake was, hoorden vaak al tot de ambtenarij en hadden al legitieme macht voor ze krijgsheer werden. Zij hadden min of meer automatisch macht over de provincies of onderafdelingen van China. Zo heerste bijvoorbeeld Liu Wenhui over Sichuan, en de moslim-Chinese Hui-gouverneur Ma Bufang over Amdo/Qinghai.
In Colombia hebben sommige drugsbaronnen zoveel macht in sommige provincies met nauwelijks enig verweer van de centrale overheid dat ze als krijgsheren te typeren zijn.

## Gerelateerde begrippen
Zie ook de vergelijkbare oudere vormen van gedecentraliseerde machtsvormen:
- Roofridder
- Condottiere
- Piraat
- Cacique
- Comitatus